# Notre place est ailleurs
Makanuna fi Makan Akhar (en arabe : مكاننا في مكان آخر, littéralement « Notre place est ailleurs ») est un roman de l'écrivain marocain Mohammed Azeddine Tazi, lauréat du Prix du Livre du Maroc en 1977, du Prix Culturel Al Owais pour le récit et le roman en 2013,, et du Prix international Tayeb Salih pour l'écriture créative pour le roman en 2013. Il a été publié en 2022 par l'Agence de Presse Arabe.

## Analyse du titre
Dans ses œuvres créatives, Tazi se distingue par sa passion pour l'écriture sur le lieu, l'utilisant comme un espace pour libérer les potentialités de l'écriture. Il évoque des décors marocains et étrangers et met en scène des personnages de divers horizons religieux : islamique, juif et chrétien. Le titre du roman célèbre le lieu et est une phrase prononcée par un immigrant juif tunisien ayant déménagé à Paris. Il s'adresse à l'héroïne du roman, l'immigrante marocaine Rabia Al-Saadi, suggérant que le lieu naturel des immigrants est leur pays d'origine, et non le pays d'accueil. Le roman s'articule autour de cette affirmation, construisant ses événements, ses décors, les détails de la vie quotidienne et les diverses formes de souffrance.

## Résumé
Le roman dépeint la souffrance avant, pendant et après l'immigration. Il raconte l'histoire de Rabia, qui a été violée par un policier. Elle rencontre plus tard un jeune Français à Marrakech qui tombe amoureux d'elle et l'idolâtre, pour finalement la rejeter après avoir découvert qu'elle le trompe avec un immigrant algérien. Pendant ce temps, un personnage nommé Boufarah gère une chaîne YouTube où il détaille sa vie quotidienne et sa relation avec Rabia. Rabia, de son côté, raconte les détails de sa vie dans une pièce blanche devant une caméra qui enregistre le son et l'image.

## Thèmes
Le roman aborde de multiples thèmes, dont l'identité, l'appartenance et la quête de soi. Il s'articule autour de l'histoire de personnages qui cherchent leur place dans le monde et tentent de définir leur identité dans un contexte changeant et diversifié. Le roman soulève des questions sur l'appartenance, l'identité et la relation entre les individus et les sociétés. Il combine des éléments de réalisme et de fantastique pour dépeindre les expériences des personnages dans leur recherche de leur place dans le monde.

## Personnages
- Rabia Al-Saadi
- Mohammed Boufarah